# Parque nacional de las Islas Ehotilé
El Parque Nacional Islas Ehotilé (en francés: Parc national des îles Ehotilé) es un parque natural y archipiélago situado en el este del país africano de Costa de Marfil (Côte d'Ivoire) cerca de Assinie.
Se trata de un conjunto de seis islas (Assokomonobaha, Balouaté, Meha, Nyamouan, Elouamin y la isla sagrada para los locales Bosson Assoun) situadas en la zona estuarina. El archipiélago tiene una superficie de 550 ha (5,50 km²), el parque en total posee 105 km². se han registrado 128 especies de aves distribuidas en 35 familias. Se trata principalmente de las especies acuáticas que se añaden en la estación seca, las especies migratorias.
El parque es también el hogar de mamíferos que tradicionalmente vienen de la selva (antílopes, cerdos salvajes, etc.) Pero también dos especies que le dan su originalidad:
El parque nacional fue creado el 24 de abril de 1974 y, en 2005, las islas Ehotilé fueron clasificados Sitio Ramsar.
La población local del parque está dividida en 21 aldeas y se estima oficialmente en 32.103 habitantes, el 32% de la población total del departamento. La pesca es la actividad principal.